# Garlino-Komonino (gromada)
Garlino-Komonino (błędnie Garlino) – dawna gromada, czyli najmniejsza jednostka podziału terytorialnego Polskiej Rzeczypospolitej Ludowej w latach 1954–1972.
Gromady, z gromadzkimi radami narodowymi (GRN) jako organami władzy najniższego stopnia na wsi, funkcjonowały od reformy reorganizującej administrację wiejską przeprowadzonej jesienią 1954 do momentu ich zniesienia z dniem 1 stycznia 1973, tym samym wypierając organizację gminną w latach 1954–1972.
Gromadę Garlino-Komonino (błędnie podano nazwę "Garlino") z siedzibą GRN w Garlinie-Komoninie (błędnie podano nazwę "Garlino"; w obecnym brzmieniu Garlino) utworzono – jako jedną z 8759 gromad na obszarze Polski – w powiecie ciechanowskim w woj. warszawskim, na mocy uchwały nr VI/10/1/54 WRN w Warszawie z dnia 5 października 1954. W skład jednostki weszły obszary dotychczasowych gromad Garlino-Komonino, Garlino-Zalesie, Kluszewo i Purzyce-Rozwory ze zniesionej gminy Grudusk w tymże powiecie. Dla gromady ustalono 11 członków gromadzkiej rady narodowej.
1 stycznia 1956 gromadę włączono do powiatu mławskiego w tymże województwie.
Gromadę zniesiono 31 grudnia 1959, a jej obszar włączono do nowo utworzonej gromady Nosarzewo Borowe w tymże powiecie.